# آساهی، میئه
آساهی، میئه (به لاتین: Asahi, Mie) یک منطقهٔ مسکونی در ژاپن است که در Mie District واقع شده‌است. آساهی ۵٫۹۹ کیلومترمربع مساحت و ۹٬۹۴۱ نفر جمعیت دارد.